# سعيد الشهراني
سعيد عائض آل دعير الشهراني (1970 - 2016) هو والي الحجاز في تنظيم الدولة الإسلامية (داعش) في المملكة العربية السعودية .

## نشأته وحياته
ولد في عام 1970، و في عام 2005 ألقي القبض عليه بعد عودته من الأردن بعد أن حاول الانضمام لتنظيم القاعدة في بلاد الرافدين في العراق عن طريق سوريا، وأفرج عنه عام 2012، بعد سجن إمتد إلى 7 سنوات .

## إنضمامة لتنظيم داعش
أصبح قائد لأحدى خلايا تنظيم الدولة الإسلامية (داعش) في جنوب السعودية أو ما يعرف بـولاية الحجاز ، و في أواخر شهر يناير 2016 وضعته السلطات السعودية على قوائم المطلوبين أمنياً لمسؤوليته عن تفجير مسجد قوات الطوارئ 2015 في أبها عن طريق إقناع ابن اخته صالح الشهراني الجندي أول في قوات الطوارئ الخاصة لتسهيل مهمة الانتحاري يوسف السليمان في الدخول للمسجد، وعن تخطيطه لعملية تفجير مسجد المشهد 2015 التابع للطائفة الإسماعيلية في نجران .

## مقتله
قتل في 5 مايو 2016 في استراحة سكنية في وادي النعمان ما بين مكة المكرمة والطائف بعد اشتباكات مع قوات الطوارئ الخاصة السعودية وأعلن عن مقتله هو وثلاثه آخرين معه في بيان لوزارة الداخلية السعودية .